# 冯家勋
冯家勋（1966年4月—），安徽六安人，享受国务院政府特殊津贴专家，现任广西大学副校长。

## 生平
1986年毕业于安徽师范大学生物系，1989年于广西农学院（现广西大学）获硕士学位，并留校工作。1997年于华中农业大学获博士学位。曾在英国约翰英纳斯中心进修进修。历任广西亚热带农业生物资源保护与利用重点实验室副主任、主任，广西大学生命科学与技术学院院长等职，2017年任广西大学副校长。

## 学术贡献
主要从事生物质转化微生物资源及其基因资源的开发利用研究。主持国家自然科学基金项目、教育部新世纪优秀人才支持计划项目等课题十余项，发表论文100余篇。

## 奖励与荣誉
1998年获第六届“中国青年科技奖”，2004年获国务院政府特殊津贴，2007年获“全国模范教师”称号，2009年获全国五一劳动奖章荣誉称号。

## 社会兼职
中国微生物学会理事，中国高等教育学会地方大学教育研究分会副理事长，广西微生物学会名誉理事长。